# 3Xtrim Aircraft Factory
3Xtrim Aircraft Factory est une société polonaise spécialisée en construction aéronautique.

## Historique
En 1996 le constructeur de planeurs polonais PZL-Bielsko créé une structure autonome, Wytwórnia i Naprawa Konstrukcji Lekkich, chargé d’assurer le développement et la production d’un biplace assimilable par certaines réglementations nationales à un ULM, le 3Xtrim (pour trimmed in all three axes). En novembre 1999 la société est rebaptisée 3Xtrim Aircraft Factory.
Elle cesse son activité en 2014.

## Produits

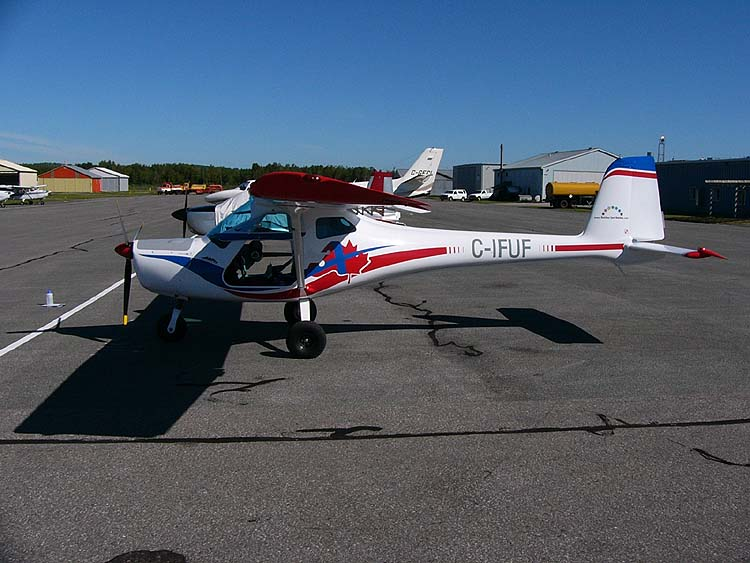
Un 3Xtrim 3X55 Trener.

La désignation 3Xtrim désigne donc un biplace côte à côte de sport et de tourisme, monoplan monomoteur à aile haute contreventée et train tricycle fixe. Il est commercialisé assemblé ou en kit, sous trois versions se différenciant par leur surface alaire et leur masse. 60 sont construits en date d'octobre 2006:
- 3Xtrim 450 Ultra : envergure : 9,60 m ; longueur : 6,87 m ; hauteur : 2,40 m ; surface alaire : 12,04 m2 ; masse à vide : 265 kg ; masse maximale : 450 kg ; moteur : 1 Rotax 912 de 100 ch ; vitesse maximale : 216 km/h ; vitesse de croisière : 190 km/h ; vitesse de décrochage : 63 km/h ; vitesse ascensionnelle initiale : 5,25 m/s ; distance de décollage (franchissement des 15 m) 225 m ; distance franchissable : 750 km.

- 3Xtrim 495 Ultra+ : envergure : 9,80 m ; longueur : 6,87 m ; hauteur : 2,40 m ; Surface alaire : 12,31 m2 ; masse à vide : 295 kg ; masse maximale : 495 kg ; moteur : 1 Rotax 912 de 100 ch ; vitesse maximale : 216 km/h ; vitesse de croisière : 190 km/h ; vitesse de décrochage : 65 km/h ; vitesse ascensionnelle initiale : 5,25 m/s ; distance de décollage (franchissement des 15 m) 225 m ; distance franchissable : 750 km.

- 3Xtrim 550 Trener : envergure : 10,03 m ; longueur : 6,87 m ; hauteur : 2,40 m ; surface alaire : 12,57 m2 ; masse à vide : 325 kg ; masse maximale : 550 kg ; moteur : 1 Rotax 912 de 100 ch ; vitesse maximale : 216 km/h ; vitesse de croisière : 185 km/h ; vitesse de décrochage : 70 km/h ; vitesse ascensionnelle initiale : 4,75 m/s ; distance de décollage (franchissement des 15 m) 250 m ; distance franchissable : 750 km.

3Xtrim a remporté en 2004 le 16e Championnat FAI de vol de précision et s’est classé la même année 3e du 14eChampionnat mondial FAI de Rallyes Aériens. En 2006 Krzysztof Wieczorec a remporte le 17e Championnat FAI de vol de précision, Krzysztof Skretowicz s’adjugeant la 3e place.